# أخيلياس أندرياس أمير اليونان والدنمارك
أخيلياس أندرياس أمير اليونان والدنمارك (باليونانية: Αχινέας Ανδρέας "أخيليا أندريا"؛ من مواليد 12 أغسطس 2000)؛ هو شخصية اجتماعية وممثل وعضو في العائلة المالكة اليونانية غير الحاكمة والعائلة المالكة الدنماركية الممتدة، فهو الابن الثاني والطفل الثالث لولي العهد اليوناني بافلوس وزوجته الأمريكية ماري شانتال ميلر، أجداده من جهة الأب هم قسطنطينوس الثاني ملك اليونان وآن ماري الدنماركية كانا آخر ملك وملكة اليونان، يُعرف باسم المسرحي آتشي ميلر.

## النشأة والتعليم
ولد أخيلياس أندرياس في 12 أغسطس 2000 في مركز ويل كورنيل الطبي في مدينة نيويورك، تم تعميده في حفل أرثوذكس يوناني بكاتدرائية القديسة صوفيا بـ لندن في 7 يونيو 2001، ومنذ 2004 نشأ في لندن عندما قررت عائلته الانتقال إلى المملكة المتحدة للبقاء بالقرب من أجداده من جهة الأب تلقى تعليمه في كلية ويلينغتون في باركشير، عاد إلى نيويورك عندما بدأ أخوته الأكبر دخول إلى الجامعة. التحق بجامعة نيويورك وتخرج منها عام 2023 .

## المهنة
بين عامي 2017 و2019، ظهر كضيف في المسلسل التلفزيوني الأمريكي ذا بولد أند ذا بيوتيفول، هو يستخدم الاسم المسرحي آتشي ميلر، وأيضا استخدم نفس الاسم عندما حصل على دور صغير في فيلم لا ضغينة لعام 2023 من بطولة جينيفر لورانس.

### فيلموغرافيا
| التاريخ   | مسلسل            | دور   | ملحوظة    |
| --------- | ---------------- | ----- | --------- |
| 2017-2019 | الجريئة والجميلة | سيمون | دور متكرر |
| 2022      | مجرد ضجيج        | نيك   | فيلم قصير |
| 2023      | لا ضغينة         | تن    |           |